# 拉马拉谢尔
拉马拉谢尔（法語：La Malachère，法語發音：[la malaʃɛʁ]）是法国上索恩省的一个市镇，属于沃苏勒区。

## 地理
拉马拉谢尔（47°27'3"N, 6°4'25"E）面积5.46 平方千米，位于法国勃艮第-弗朗什-孔泰大區上索恩省，该省份为法国东部内陆省份，北起顺时针与孚日省、贝尔福地区省、杜省、汝拉省、科多尔省和上马恩省接壤。
与拉马拉谢尔接壤的市镇（或旧市镇、城区）包括：耶村、克诺什、里奥、特赖蒂耶方丹。

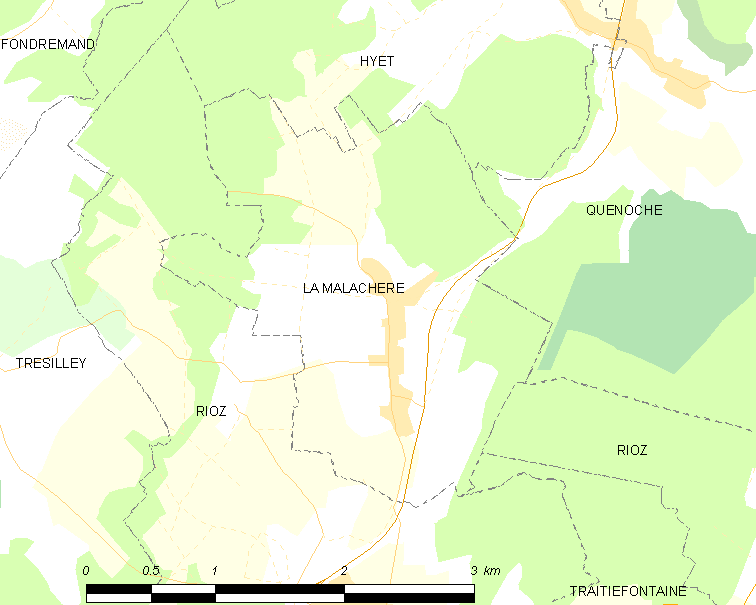
拉马拉谢尔的OSM定位图

拉马拉谢尔的时区为UTC+01:00、UTC+02:00（夏令时）。

## 行政
拉马拉谢尔的邮政编码为70190，INSEE市镇编码为70326。

## 政治
拉马拉谢尔所属的省级选区为里奥县。

## 人口

1962-2008年间拉马拉谢尔人口变化图示

拉马拉谢尔于2022年1月1日时的人口数量为302人。